# Planetary Resources
A Planetary Resources, Inc. a 2010-ben alapított Arkyd Astronautics-ból 2012-ben újraszervezett és átnevezett cég, melynek célkitűzése a Föld természeti erőforrásainak bővítése.

## Történet
2012. április 20-áig csak a legnagyobb befektetők és tanácsadók listáját publikálták a projekt támogatói érdeklődnek az űrkutatás és felfedezés iránt. Egyes támogatónak más űrkutatással kapcsolatos projektben is részt vettek már. A találgotások szerint a cég kisbolygók anyagának bányászatára készül.
A cég 2012. április 24-én tett bejelentést Seattle-ben, a repüléstörténeti múzeumban. Erre az eseményre 25 USD áron kínáltak belépőt a közönségnek. Megerősítették a hírt, miszerint aszteroidák anyagának bányászatéra készülnek 20 hónapon belül.
Az első szakaszban aszteroidák felmérésére alkalmas eszközöket telepítenek.